# Jim Wallis

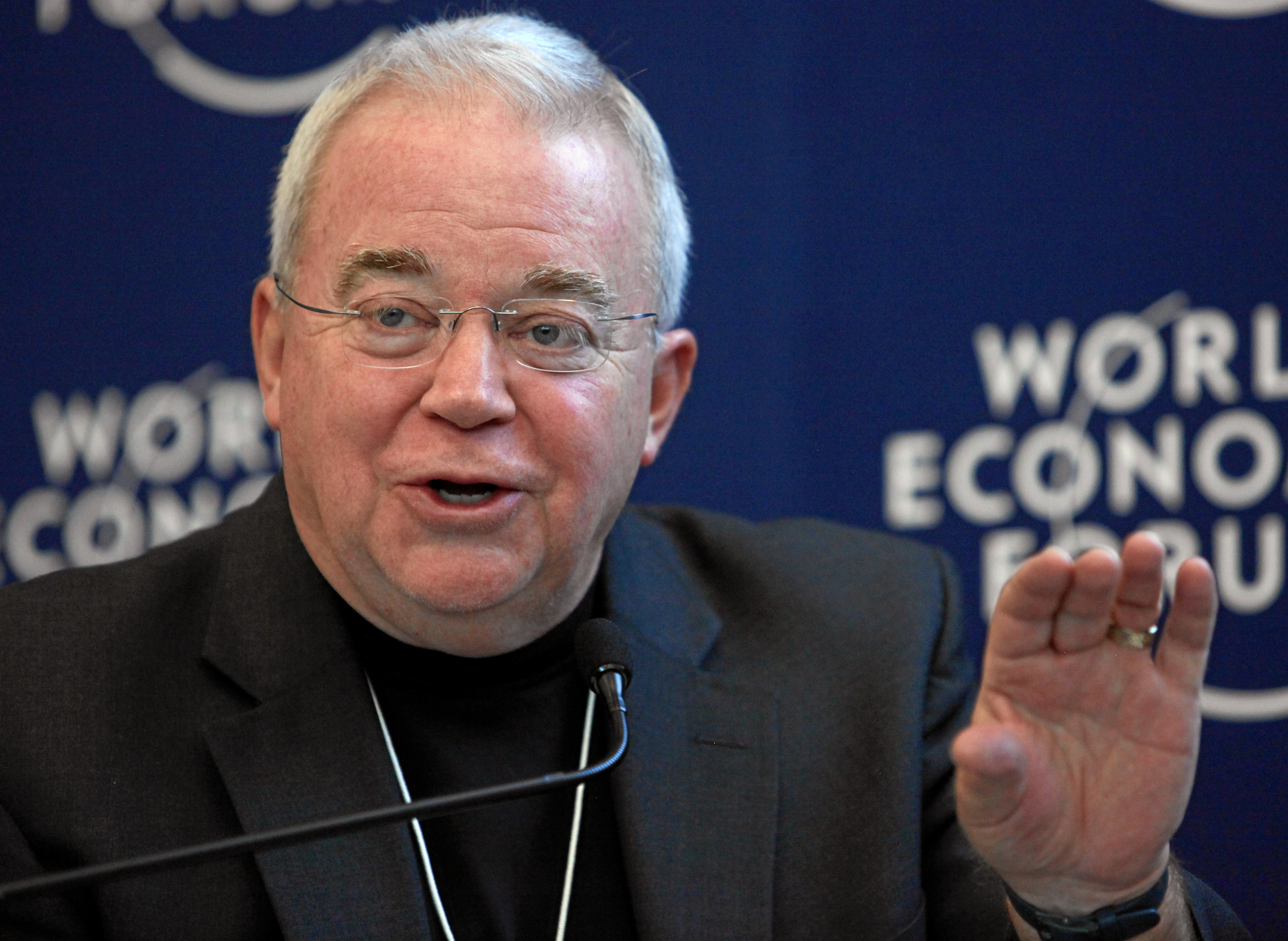
Jim Wallis, 2012

Jim Wallis (* 4. Juni 1948 in Detroit, Michigan) ist ein US-amerikanischer evangelikaler Prediger, Gründer der christlichen Kommune und Zeitschrift Sojourners, Politaktivist, Präsidentenberater, Buchautor und Hochschullehrer für Politik und Religion in Harvard und an der Georgetown University in Washington, D.C. Er gehört zu den führenden Personen der Linksevangelikalen weltweit, die in Amerika oft als Red-Letter Christians bezeichnet werden, weil sie die biblisch überlieferten Worte von Jesus von Nazareth ernstnehmen wollen.

## Leben
Wallis graduierte an der Michigan State University und besuchte die Trinity Evangelical Divinity School in Deerfield, Illinois, wo er bereits Gleichgesinnte um sich scharte, um die Bibel auch in sozialethischen Fragen ernstzunehmen. 1971 entstand daraus die christliche Kommune und Zeitschrift Sojourners, die er gründete und bis 2021 leitete. Der Baptistenpastor Adam Russell Taylor, den er von der Hardvard Kennedy School kannte, wurde sein Nachfolger. Er leitete außerdem bis 2007 die 1995 aus Sojourners hervorgegangene gemeinnützige Organisation Call to Renewal, die mit verschiedenen religiösen Personen, Organisationen und Kirchen zusammenarbeitete, um Armut wirksam zu bekämpfen. Wallis ist befreundet mit dem Franziskaner und Buchautor Richard Rohr, mit dem er vor allem in der amerikanischen Friedensbewegung der 1970er Jahre zusammenarbeitete.
Seit dem Amtsantritt von Präsident George W. Bush tat sich Wallis auch als Kritiker von dessen theologischer Argumentation für den Krieg gegen den Terror hervor. Er war auch geistlicher Berater von Hillary Clinton, Barack Obama und sprach am World Economic Forum in Davos, um seine sozialethische Sichtweise einzubringen. Er schreibt regelmäßig Kolumnen für das Online-Magazin der Sojourners, seine Schriften werden aber auch öfter in einflussreichen Medien veröffentlicht, und er hielt Kurse für faith and public life (deutsch: Glaube und Politik) an der Harvard’s Kennedy School of Government der Harvard-Universität bei Boston und an der Georgetown University in Washington D.C. Er war Senior Fellow am Berkley Center for Religion, Peace and World Affairs (deutsch: Berkley Zentrum für Religion, Frieden und Diplomatie) an der Georgetown University. 2021 nahm er dort eine Berufung an die Georgetown University’s McCourt School of Public Policy an, um als Gründungsdirektor und Forscher des Zentrums für Glaube und Gerechtigkeit (englisch: Center on Faith and Justice) zu wirken.

## Familie
Wallis lebt mit seiner Frau Joy und den Söhnen Luke und Jack in der Innenstadt von Washington D.C. Wegen seinen beiden Söhnen war er als Coach Jim viele Jahre Trainer derer Baseballmannschaft.

## Ehrungen
- 1995 Pacem in Terris Award (katholischer Friedenspreis in den USA).
- 2007 Ehrendoktor der Georgetown University.[6]

## Werke

### In Englisch
- The New Radical. 1983, ISBN 0-85648-594-2. (Autobiografie)
- Who Speaks for God? 1996
- Faith Works. 2000
- God’s Politics: Why the Right Gets It Wrong and the Left Doesn’t Get It. Harper Collins, 2005
- The Great Awakening. Reviving Faith and Politics in a Post-Religious Right America, HarperOne 2008, ISBN 978-0-06-055829-1

### In deutscher Übersetzung
- Bekehrung zum Leben. Nachfolge im Atomzeitalter. Brendow, Moers 1983 und 2001. ISBN 978-3-87067-208-9 (Originalausgabe: The Call to Conversion. 1981).
- Wiederbelebung. Meine Pilgerreise. Brendow, Moers 1986. ISBN 978-3-87067-244-7.
- Friedensstifter. Brockhaus, Wuppertal 1989, ISBN 3-922819-09-5. (Herausgeber).
- Die Seele der Politik. Claudius, München 1995, ISBN 3-532-62182-7. (Originalausgabe: The Soul of Politics. 1994).
- Wer, wenn nicht wir. Streitbare Visionen für eine gerechte Politik. 1. Auflage. Brendow, Moers 2007, ISBN 3-86506-167-2 (493 S., übersetzt von Martin Rometsch).
Englische Originalausgabe: God’s Politics: Why the Right Gets It Wrong and the Left Doesn’t Get It. Harper Collins, 2005.